# Premi Proa de Novel·la
El Premi Proa de Novel·la és un premi literari creat el 2019 pel segell Proa (Grup 62). Es tracta d'un premi literari a obra inèdita, de periodicitat anual, obert a tothom i dotat amb 40.000 €. La creació del premi va coincidir amb el final del monopoli de Proa en la publicació de l'obra guanyadora del premi Sant Jordi. Proa havia publicat el premi Sant Jordi d'una manera ininterrompuda entre 2001 i 2017. Es publica al mes de novembre, amb l'objectiu de cobrir la temporada de Nadal.

## Guardonats
| Edició | Any  | Obra guanyadora          | Autor           | refs.  |
| ------ | ---- | ------------------------ | --------------- | ------ |
| 1a     | 2019 | La teva ombra            | Jordi Nopca     | [ 5 ]  |
| 2a     | 2020 | La casa de foc           | Francesc Serés  | [ 6 ]  |
| 3a     | 2021 | El país de l'altra riba  | Maite Salord    | [ 7 ]  |
| 4a     | 2022 | Mater                    | Martí Domínguez | [ 8 ]  |
| 5a     | 2023 | Les cendres a la piscina | Laura Gost      | [ 9 ]  |
| 6a     | 2024 | Mercè i Joan             | Eva Comas-Arnal | [ 10 ] |